# Марківка (Вінницький район)
Маркі́вка — село в Україні, у Вороновицькій селищній громаді Вінницького району Вінницької області. Населення становить 258 осіб.
Неподалік від села знаходиться ботанічна пам'ятка природи місцевого значення Продуктивна бучина.

## Відомі люди
- Кравчук Катерина Олексіївна (1911—1994) — Герой Соціалістичної Праці.

## Галерея

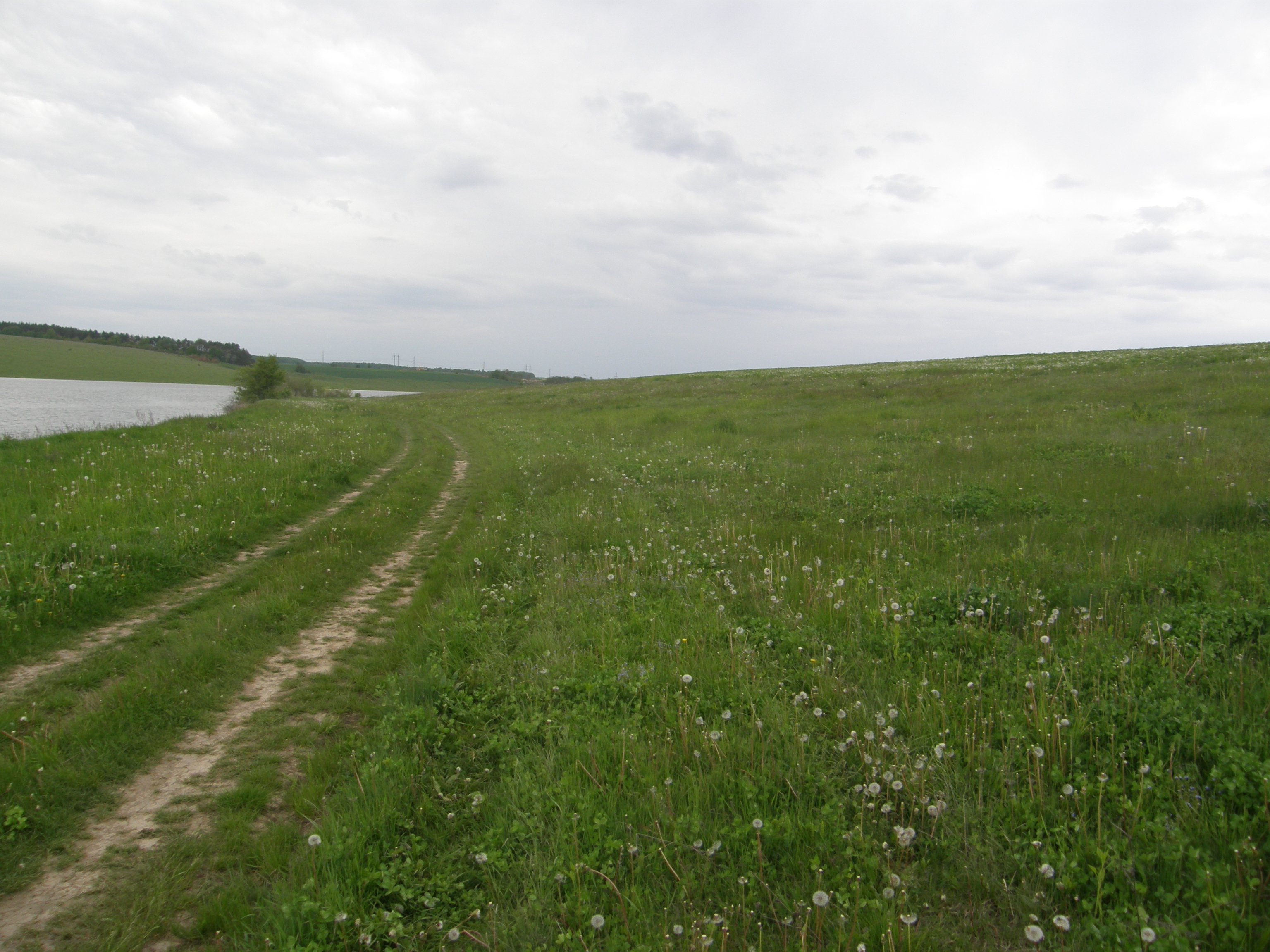
Поселення зарубнецької культури
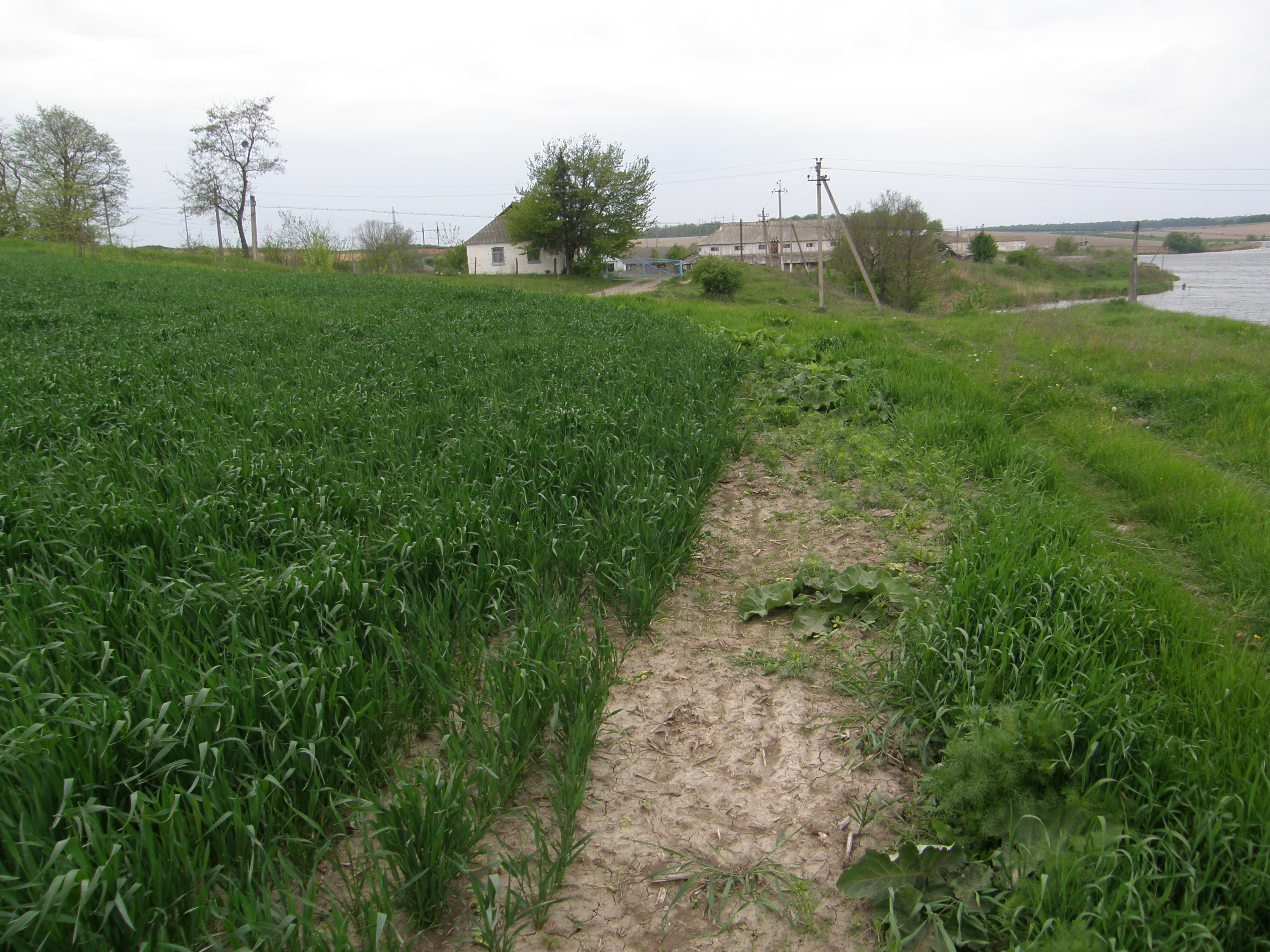
Місце давнього слов'янського поселення